# Reviving the Islamic Spirit
Reviving the Islamic Spirit er en årlig islamisk konference i Canada. Den afholdes typisk i tre dage lige omkring nytår i Toronto. Konferencen er et af de største muslimske arrangementer i Nordamerika ved siden af det årlige møde arrangeret af den USA-baserede forening Islamic Society of North America. Konferencen samler omkring 20.000 deltagere. Konferencen blev grundlagt af unge canadiske muslimer som en reaktion på terrorangrebet i USA den 11. september 2001 for at skabe et rum, hvor muslimer kunne lære nyt, udtrykke sig selv og vise deres religion for ikke-muslimer. Konferencen organiseres hvert år af ca. 400 unge canadiske frivillige. Ifølge talsmanden Farhia Ahmad er konferencens formål at stimulere intelligent debat og tolerance.

## Kendte deltagere
En lang række kendte talere har optrådt på konferencen i tidens løb. Det gælder mange forskellige muslimske personligheder fra det meste af verden som den egyptisk-fødte, senere canadiske professor Jamal Badawi, den amerikanske muslimske lærde Zaid Shakir, den pakistanske cricketspiller og senere premierminister Imran Khan og kontroversielle personer som den canadiske konvertit Bilal Philips, der er vokset op i Toronto, og den schweiziske professor og fortaler for euroislam Tariq Ramadan. Også Abdallah Bin Bayyah, en lærd fra islamiske studier ved Kong Abdul Aziz Universitetet i Saudi Arabien, og Zakir Naik, en kendt muslimsk prædikant, har deltaget som taler ved konferencen.
Mange ikke-muslimer har også optrådt på konferencen. Det gælder politikere som den canadiske liberale leder Justin Trudeau og den amerikanske republikanske politiker Mark Siljander, den kendte amerikanske jødiske rabbiner Michael Lerner, den britiske mellemøstkorrespondent og forfatter Robert Fisk, de amerikanske journalister Eric Margolis og Chris Hedges og den britiske katolske forfatter Karen Armstrong.
I 2018 talte bl.a. den iransk-amerikanske islamolog og filosof Hossein Nasr, Muhammad Alis datter Rasheda Ali og den amerikanske psykolog Heather Laird, direktør for Center for Muslim Mental Health and Islamic Psychology ved University of Southern California.

## Koncert
Mødet afsluttes oftest med en koncert, der sædvanligvis spilles af muslimske musikere. Blandt de gæstende musikere har været Sami Yusuf, Maher Zain, den pakistanske musiker Najam Sheraz, den malaysiske rasheed-gruppe Raihan og gruppen Native Deen fra USA. I 2006 spillede de danske Outlandish-medlemmer Isam B og Waqas Ali Qadri ved konferencen.

## Trudeaus besøg på konferencen og beskyldninger om radikalisme
I 2012 deltog den daværende kandidat til formandsposten i det canadiske liberale parti, den senere premierminister Justin Trudeau som hovedtaler på konferencen. Trudeau var på forhånd blevet kritiseret af nogle medier samt nogle jødiske og også muslimske grupper, der mente, at hans deltagelse i konferencen var problematisk. Bl.a. var velgørenhedsorganisationen IRFAN-Canada, der fik deres velgørenheds-certifikatet inddraget af de canadiske myndigheder i 2011 for angiveligt at bruge vildledende pengeindsamling og sende næsten 15 millioner canadiske dollars til organisationer med forbindelse til Hamas. IRFAN-Canada benægtede anklagerne, men valgte at trække sig som sponsor for konferencen for at undgå at bidrage til yderlige kontroverser.
Trudeau anførte inden konferencen som svar på kritikken, at der efter hans mening havde været en del misinformation om konferencen, og udtalte, at "De fleste af arrangørerne er unge muslimer, som forsøger at bygge bro mellem virkeligheden for muslimske canadiere og mainstream-Canada, og jeg er meget stolt af at kunne deltage." Trudeau gjorde også opmærksom på, at politikere fra alle Canadas partier har talt ved den årlige konference, heriblandt det canadiske New Democratic Party's leder Jack Layton. Den konservative premierminister Stephen Harper havde sendt et brev med støtte og lykønskninger ved organisationens 10-års-jubilæum.
Marc Garneau, Trudeaus partifælle og modstander til formandsvalget i partiet, gav udtryk for, at han ikke ville gå til den kontroversielle konference, med den begrundelse af at han ikke brød sig om at en sponsor til konferencen havde forbindelse til den palæstinensiske terrorgruppe Hamas. Desuden havde nogle af tidligere deltagere af konferencen haft stærke forbindelser til terrororganisationer, inklusiv en medsammensvorne, som var involveret i Bombningen af World Trade Center 1993. Marc Garneau udtalte: ”Som et medlem af parlamentet, er jeg klar til at mødes med alle grupper på hvert et tidspunkt for at snakke om vore værdier i form af fred, tolerance og lighed” og fortsatte: ”I dette tilfælde har jeg bekymringer. En grund for at jeg personligt ikke ville deltage skyldes, at jeg ikke er sikker på at (disse mennesker) deler samme værdier.” Garneau ville ikke have at Trudeau skulle aflyse hans tale ved konferencen, men at Trudeau skulle anerkende, at der er signifikant kritik af det, og rådede Trudeau til at adressere det. Trudeau nægtede, at svare på flere spørgsmål om hans deltagelse da en anden avis spurgte ind til det.
Foruden en jødisk organisation der også udtrykte bekymringer om islamisme, var der også Salma Siddiqui, forkvinden for en canadisk-muslimsk forening, Muslim Canadian Congress, der arbejder for en moderat islam frit for politisk islamisme, også bekymret og kritiserede ligeledes Trudeau, og opfordrede ham til at ”lære hvordan man skelner mellem ordinære canadiske muslimer” og ”islamister”. Også Jason Kenney, dengang immigrationsminister, opfordrede Trudeau til at lytte til kritikken.
Foreningen Muslim Canadian Congress sendte desuden også breve til nogle ledende folk i Trudeaus eget parti, for at bede dem om, at opmuntre Justin Trudeau til at droppe konferencen.
Trudeau valgte at deltage ved konferencen, og i sin tale nævnte han, at kritikere af hans deltagelse forsøgte at spille på frygt og fordomme, som tærer på accepten af andre, men at det var kortsigtet på denne måde at spille nogle grupper af canadiere ud imod andre.
I 2015 sendte Trudeau, som i mellemtiden var blevet premierminister, en videohilsen på engelsk og fransk til årets konference, hvor han hilste konferencens arbejde for at fremme en canadisk-muslimsk identitet velkommen.